# Verfassungs-Überleitungsgesetz
Als Verfassungs-Überleitungsgesetz werden in Österreich zwei Verfassungsgesetze bezeichnet, die 1945  von der Provisorischen Staatsregierung Renner vor der Konstituierung des Parlaments der Zweiten Republik erlassen wurden, um – der Unabhängigkeitserklärung vom 27. April 1945 entsprechend – der Absicht zur Wiedereinsetzung der österreichischen Verfassung Rechnung zu tragen und das Bundes-Verfassungsgesetz in der Fassung von 1929 sowie das weitere Bundesverfassungsrecht in der Fassung von 1933 wieder in Kraft zu setzen.

## Entstehung
Die beiden Verfassungs-Überleitungsgesetze entstanden durch Beschluss der Provisorischen Staatsregierung, die während der Befreiung Österreichs durch die alliierten Truppen am 27. April 1945 aus Vertretern der antifaschistischen Parteien gebildet worden war und an deren Spitze Karl Renner als Staatskanzler stand. An der Regierung beteiligt waren die wiedergegründete Sozialistische Partei Österreichs, die vornehmlich von Vertretern der ehemals Christlich-Sozialen Partei, aber auch des Landbundes gegründete Österreichische Volkspartei und die Kommunistische Partei Österreichs.
Das verfassungsmäßige Procedere zum Beschluss von Verfassungsgesetzen war zur Zeit der Erlassung der beiden Verfassungsgesetze noch nicht anwendbar. Die Staatsregierung schuf daher die Übergangsregelungen im 1. und im 2. Verfassungs-Überleitungsgesetz aus eigener Machtvollkommenheit, um ihrer Tätigkeit bis zur Konstituierung des Parlaments eine rechtliche Basis zu geben und diese Konstituierung zu regeln.
Das Verfassungsgesetz vom 1. Mai 1945 über das neuerliche Wirksamwerden des Bundes-Verfassungsgesetzes in der Fassung von 1929 wurde im Zuge der Österreichischen Unabhängigkeitserklärung zu einem Zeitpunkt erlassen, zu dem weite Teile Österreichs noch unter NS-Herrschaft standen. Der 1. Mai konnte dabei symbolisch gewählt werden, insbesondere auch in Bezug auf die (Mai-)Verfassung 1934. Kurz vor der Konstituierung des im November 1945 gewählten Parlaments wurden im 2. Verfassungs-Überleitungsgesetz 1945 vom 13. Dezember 1945 der Länder- und Ständerat wieder durch den Bundesrat ersetzt und ergänzende Regeln zur Aufnahme der parlamentarischen Arbeit getroffen.

## (Erstes) Verfassungs-Überleitungsgesetz 1945
- In Artikel 1 V-ÜG heißt es, dass das „Bundes-Verfassungsgesetz in der Fassung von 1929 sowie alle übrigen Bundesverfassungsgesetze und in einfachen Bundesgesetzen enthaltenen Verfassungsbestimmungen nach dem Stande der Gesetzgebung vom 5. März 1933 […] im Sinne der Regierungserklärung, St. G. Bl. Nr. 3 von 1945, wieder in Wirksamkeit gesetzt“ werden. Damit wurde die Verfassungssituation vor der Ausschaltung des Parlaments und des Verfassungsgerichtshofes durch die Bundesregierung Dollfuß I wiederhergestellt.
- Artikel 2 V-ÜG hebt alle Bundesverfassungsgesetze, Verfassungsbestimmungen und verfassungsrechtlichen Vorschriften auf, die nach dem 5. März 1933 erlassen wurden.
- Artikel 3 V-ÜG zählt jene Verfassungsbestimmungen auf, die zwischen dem 5. März 1933 und dem 27. April 1945 entstanden und die insbesondere aufgehoben sein sollen. Genannt werden hier unter anderem die Verfassung des Bundesstaates Österreich von 1934 (dem seinerzeitigen Ende der demokratischen Republik Österreich), das Anschlussgesetz von 1938 (dem Ende der österreichischen Souveränität) und das Ostmarkgesetz von 1938 (dem endgültigen Ende des Namens Österreich im NS-Staat). Auch die Umgliederung der Bundesländer in Reichsgaue war damit aufgehoben.
- Artikel 4 Absatz 1 V-ÜG regelt den Verfassungsübergang bis zur endgültigen Wiederinkraftsetzung des Bundes-Verfassungsgesetzes mit den Worten:
„An die Stelle der Bestimmungen des Bundes-Verfassungsgesetzes in der Fassung von 1929, die infolge der Lahmlegung des parlamentarischen Lebens in Österreich seit 5. März 1933, infolge der gewaltsamen Annexion Österreichs oder infolge der kriegerischen Ereignisse tatsächlich undurchführbar geworden sind, treten einstweilen die Bestimmungen des Verfassungsgesetzes über die vorläufige Einrichtung der Republik Österreich (Vorläufige Verfassung).“
Die Vorläufige Verfassung soll, so Artikel 4 Absatz 2 V-ÜG, sechs Monate nach dem Zusammentreten des neu gewählten Nationalrates außer Kraft treten.
- Artikel 5 V-ÜG schreibt die Erlassung eines eigenen Behörden-Überleitungsgesetzes (B-ÜG) vor.
- Artikel 6 und 7 VÜG bestimmen das sofortige Inkrafttreten des Verfassungs-Überleitungsgesetzes und dessen Vollzug durch die Provisorische Staatsregierung.

Bei der Aufhebung im Bundesverfassungsrechtsbereinigungsgesetz Jänner 2008 wurde das Gesetz als nicht mehr geltend festgestellt.

## Zweites Verfassungs-Überleitungsgesetz 1945
Mit dem Verfassungsgesetz vom 13. Dezember 1945, womit verfassungsrechtliche Anordnungen aus Anlaß des Zusammentrittes des Nationalrates und der Landtage getroffen werden (2. Verfassungs-Überleitungsgesetz 1945) erließ die Staatsregierung „vorbehaltlich der endgültigen Regelung der verfassungsrechtlichen Verhältnisse durch den Nationalrat“ (Artikel I 2. V-ÜG) Vorschriften über den Zusammentritt des Nationalrates, die Wiedererrichtung und den Zusammentritt des Bundesrates, den Zusammentritt der Landtage, Grundzüge des Gesetzgebungsverfahrens sowie die Wahl des Bundespräsidenten durch die Bundesversammlung.
Als relevant gilt der Art. III Abs. 2, der „für die Einrichtung des Bundesrates die Artikel 34 bis 37 und 58 des Bundes-Verfassungsgesetzes vom 1. Oktober 1920 in der Fassung des B. G. Bl. Nr. 367 vom Jahre 1925 für maßgebend“ erklärt, und der Abs. 3, dass alle Bestimmungen zum Länder- und Ständerat im Stande 1929 auf ihn anzuwenden seien.
Bei der Aufhebung im Bundesverfassungsrechtsbereinigungsgesetz Jänner 2008 wurde Art. III Abs. 3 des Gesetzes aufgehoben (Art. 2 Abs. 6) und der Rest als nicht mehr geltend festgestellt (Art. 2 Abs. 2 Z. 6 und Abs. 3 Z. 6).

## Bedeutung für die österreichische Verfassung
Gemäß der Okkupationstheorie, der auch die ständige Judikatur des Verfassungsgerichtshofes folgt, wurde Österreich am 13. März 1938 vom Deutschen Reich besetzt, aber nicht annektiert. Das hat nicht nur zur Folge, dass die Weiterexistenz Österreichs unterstellt wird, sondern auch gleichzeitig angenommen wird, die Republik sei zwischen 1938 und 1945 völlig handlungsunfähig gewesen, da durch den Anschluss auch jene Staatsorgane, die nicht schon dem austrofaschistischen Staatsstreich zum Opfer gefallen waren, beseitigt worden waren. Das (1.) Verfassungs-Überleitungsgesetz stellte sich in seiner Wortwahl jedoch gegen die Okkupationstheorie, wenn es in Artikel 4 Absatz 1 von einer gewaltsamen Annexion Österreichs spricht. Auch die Tatsache, dass Gesetzen derogiert wird, die formell nie in Geltung waren, spricht gegen die Annahme einer Okkupation. Der Verfassungsgerichtshof zählte das Verfassungs-Überleitungsgesetz in seiner ständigen Judikatur dennoch zum Verfassungsbestand.
Mit ihrer prinzipiellen Aufhebung des „Anschlusses“ gehören die beiden Verfassungs-Überleitungsgesetze insgesamt zu den wichtigen Grundlagen der allgemein Opferthese (oder kritisierend Opfermythos) genannten Leitvorstellung des österreichischen Selbstbildes, nach der es wegen seiner Nichtexistenz keine pauschale Verantwortung geben könne. Bedeutung haben sie aber auch für die Rolle, die Dollfuß und auch Schuschnigg im österreichischen Geschichtsverständnis zugemessen wird: Da sie, wie das die Unabhängigkeitsproklamation vom 27. April 1945 gefordert hatte, in der „Wiederherstellung“ Österreichs bis vor Mai 1934 zurückgriffen, wurde auch der autoritäre Ständestaat 1934–38 als Wegbereiter Hitlers aus dem Verantwortungsbewusstsein der Republik genommen, indem die Folgen der Parlamentskrise April 1933 („Selbstausschaltung“) für das Staatsgebilde rechtsunwirksam wurden. Deshalb ist bis heute auch Ansichtssache, ob die „Erste“ Republik Österreich 1934 oder 1938 zu Ende gegangen sei.
Das Bundeskanzleramt nennt im RIS in der Einführung zur konsolidierten Fassung des B-VG den 19. Dezember 1945 als Datum des Wiederinkrafttretens. Dies entspricht der herrschenden Lehre und Rechtsprechung, dass entgegen Artikel 4 Absatz 2 V-ÜG (6 Monate nach Zusammentreten) bereits mit Zusammentreten des neu gewählten Nationalrates am 19. Dezember 1945 die Vorläufige Verfassung außer Kraft und das Bundes-Verfassungsgesetz in Kraft trat.

## Aufhebung
Aufgehoben wurde beide Gesetze mit dem am 5. Dezember 2007 beschlossenen (1.) Bundesverfassungsrechtsbereinigungsgesetz (BGBl. I Nr. 2/2008), mit dem die Bundesregierung Gusenbauer im Zuge einer Staats- und Verwaltungsreform die weitverstreuten Texte der österreichischen Verfassung etwas übersichtlicher machte. Sie waren inzwischen rechtlich ohne belang (derogiert oder sonstig obsolet).